# St-Pierre-St-Paul (Vert-Saint-Denis)

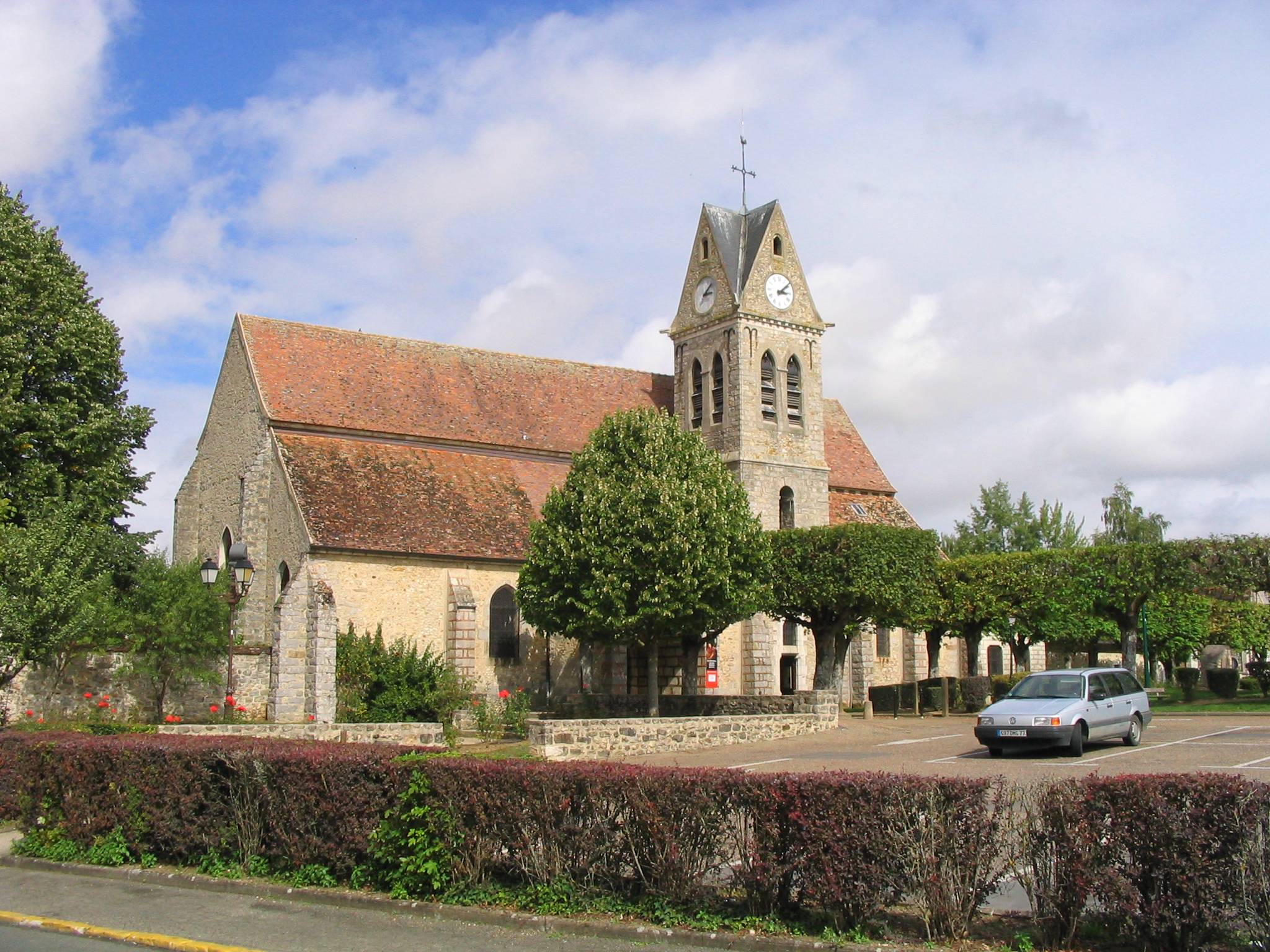
Kirche Saint-Pierre-Saint-Paul in Vert-Saint-Denis

Die katholische Pfarrkirche St-Pierre-St-Paul in Vert-Saint-Denis, einer französischen Gemeinde im Département Seine-et-Marne in der Region Île-de-France, wurde im 13. Jahrhundert erbaut. Die Kirche an der Place de l’Église ist seit 1980 als Monument historique klassifiziert.

## Geschichte
Die Kirche wurde an der Stelle eines romanischen Vorgängerbaus errichtet, der 1174 in einer Urkunde überliefert wird. Der Unterbau des Turms und skulptierte Kapitelle im Inneren datieren aus dieser Zeit. Im 16. Jahrhundert wurde die Kirche umgebaut.